# Скруп, Томас, 5-й барон Скруп из Месема
Томас Скруп (англ. Tohmas Scrope; приблизительно 1429—1475) — английский аристократ, 5-й барон Скруп из Месема (с 1455 года).

## Биография
Томас Скруп был третьим сыном Джона Скрупа, 4-го барона Скрупа из Месема, и Элизабет Чауорт. Двое старших братьев умерли при жизни отца, так что именно Томас в 1455 году унаследовал родовые владения и баронский титул. В период с 1459 по 1472 годы его регулярно вызывали в парламент. В молодости 5-й барон Скруп из Месема был сторонником Ланкастеров в Войнах Алой и Белой розы, и в 1459 году король Генрих VI наградил его за заслуги пенсионом в 20 марок. Барон умер в 1475 году.
Томас Скруп был женат на Элизабет Грейсток, дочери 5-го барона Грейстока и Элизабет Фицхью. В этом браке родились:
- Томас (приблизительно 1459—1493), 6-й барон Скруп из Месема;
- Генри (умер приблизительно в 1512), 9-й барон Скруп из Месема;
- Ральф (приблизительно 1461—1515), 10-й барон Скруп из Месема[4];
- Джеффри (1467—1517), 11-й барон Скруп из Месема;
- Элис, жена сэра Джеймса Странгвейса;
- Маргарет, жена сэра Кристофера Денби;
- Элизабет, жена Ральфа Фицренделла.